# UR-100 (míssil)
O UR-100 (8K84), em russo УР-100, foi um ICBM, parte do projeto de
Foguete Universal, desenvolvido e usado pela União Soviética entre 1966 e 1996.
A sigla UR, ou УР, na designação, em russo универсальная ракета, significa Foguete Universal.
Ele ficou conhecido pela OTAN durante a Guerra Fria, como SS-11 Sego. 

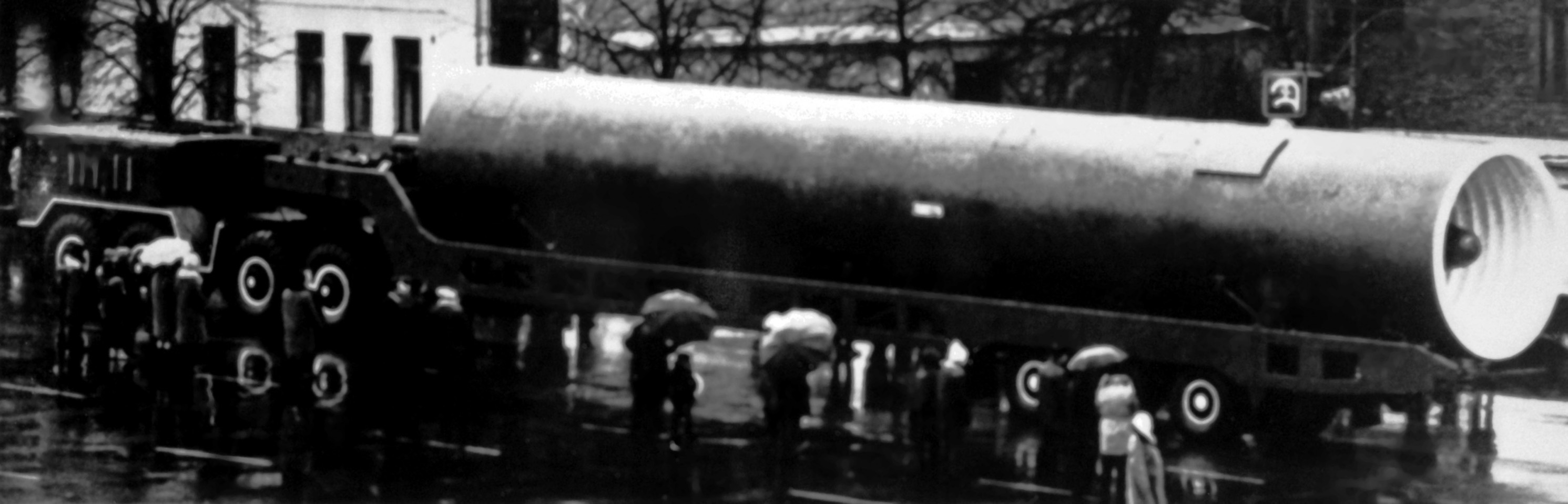
Um Foguete Universal UR-100/SS-11 em uma parada.

Existe uma designação similar, a UR-100MR, que no entanto se refere a um míssil completamente diferente, o MR-UR-100 Sotka. 